# Matteo Legittimo
Matteo Legittimo (Casarano, 17 giugno 1989) è un calciatore italiano, difensore svincolato.

## Carriera

### Club
Cresciuto nel settore giovanile del Lecce, inizia la carriera professionistica con esperienze in prestito con Pistoiese e Paganese. Nel 2009 passa al Barletta, con cui disputa un'ottima stagione, arrivando a sfiorare la promozione in Lega Pro Prima Divisione. Nel 2010 viene ceduto in comproprietà alla Salernitana, mentre nel gennaio del 2012, dopo essere tornato al Lecce, trascorre sei mesi, ancora in compartecipazione, al Südtirol. Il 31 gennaio 2013 si trasferisce, a titolo temporaneo, all'Ascoli, con cui esordisce in Serie B il 9 febbraio, nella sconfitta per 4-3 contro lo Spezia.
Il 27 agosto viene acquistato dal Parma, con cui firma un quadriennale, che due giorni dopo lo cede in prestito al Grosseto. Il 12 agosto 2014 passa in prestito annuale alla SPAL, ma il 5 gennaio 2015, dopo una prima parte di stagione da titolare, fa ritorno al Grosseto. Tornato al Lecce da svincolato, sotto la guida di Piero Braglia disputa un ottimo campionato, che gli vale il passaggio al Trapani, militante nella serie cadetta. Il 16 gennaio 2018 torna a vestire la maglia del club salentino per la terza volta in carriera, in uno scambio che vede coinvolto anche il difensore Mirko Drudi. Il 17 agosto, fortemente voluto da mister Braglia, viene ceduto al Cosenza, con cui firma un biennale. Chiude la sua esperienza calabrese alla fine della stagione 2020-2021, lasciando dopo 99 presenze in tutte le competizioni e rimanendo svincolato.
Il 26 novembre 2021 trova un accordo con la Fidelis Andria, tornando a giocare in Serie C.

### Nazionale
Ha giocato con le nazionali giovanili italiane Under-16, Under-18, Under-19 ed Under-20.

## Statistiche

### Presenze e reti nei club
Statistiche aggiornate al 18 maggio 2024.
| Stagione        | Squadra         | Campionato      | Campionato | Campionato | Coppe nazionali | Coppe nazionali | Coppe nazionali | Coppe continentali | Coppe continentali | Coppe continentali | Altre coppe | Altre coppe | Altre coppe | Totale | Totale |
| Stagione        | Squadra         | Comp            | Pres       | Reti       | Comp            | Pres            | Reti            | Comp               | Pres               | Reti               | Comp        | Pres        | Reti        | Pres   | Reti   |
| --------------- | --------------- | --------------- | ---------- | ---------- | --------------- | --------------- | --------------- | ------------------ | ------------------ | ------------------ | ----------- | ----------- | ----------- | ------ | ------ |
| 2008-gen. 2009  | Pistoiese       | 1D              | 7          | 0          | CI-LP           | ?               | ?               | -                  | -                  | -                  | -           | -           | -           | 7      | 0      |
| gen.-giu. 2009  | Paganese        | 1D              | 4          | 0          | CI-LP           | -               | -               | -                  | -                  | -                  | -           | -           | -           | 4      | 0      |
| 2009-2010       | Barletta        | 2D              | 33+1       | 0          | CI-LP           | 4               | 0               | -                  | -                  | -                  | -           | -           | -           | 38     | 0      |
| 2010-2011       | Salernitana     | 1D              | 20         | 1          | CI+CI-LP        | 1+0             | 0               | -                  | -                  | -                  | -           | -           | -           | 21     | 1      |
| gen.-giu. 2012  | Südtirol        | 1D              | 17         | 0          | CI-LP           | -               | -               | -                  | -                  | -                  | -           | -           | -           | 17     | 0      |
| 2012-gen. 2013  | Lecce           | 1D              | 13         | 0          | CI+CI-LP        | 0+4             | 0               | -                  | -                  | -                  | -           | -           | -           | 17     | 0      |
| gen.-giu. 2013  | Ascoli          | B               | 7          | 0          | CI+CI           | -               | -               | -                  | -                  | -                  | -           | -           | -           | 7      | 0      |
| 2013-2014       | Grosseto        | 1D              | 30         | 1          | CI+CI-LP        | 0+2             | 0               | -                  | -                  | -                  | -           | -           | -           | 32     | 1      |
| 2014-gen. 2015  | SPAL            | LP              | 16         | 0          | CI+CI-LP        | 0+1             | 0               | -                  | -                  | -                  | -           | -           | -           | 17     | 0      |
| gen.-giu. 2015  | Grosseto        | LP              | 20         | 0          | CI-LP           | -               | -               | -                  | -                  | -                  | -           | -           | -           | 20     | 0      |
| Totale Grosseto | Totale Grosseto | Totale Grosseto | 50         | 1          |                 | 2               | 0               |                    | -                  | -                  |             | -           | -           | 52     | 1      |
| 2015-2016       | Lecce           | LP              | 29+3       | 0          | CI+CI-LP        | 0+1             | 0               | -                  | -                  | -                  | -           | -           | -           | 33     | 0      |
| 2016-2017       | Trapani         | B               | 29         | 1          | CI              | 1               | 0               | -                  | -                  | -                  | -           | -           | -           | 30     | 1      |
| 2017-gen. 2018  | Trapani         | C               | 10         | 0          | CI+CI-C         | 1+0             | 0               | -                  | -                  | -                  | -           | -           | -           | 11     | 0      |
| Totale Trapani  | Totale Trapani  | Totale Trapani  | 39         | 1          |                 | 2               | 0               |                    | -                  | -                  |             | -           | -           | 41     | 1      |
| gen.-giu. 2018  | Lecce           | C               | 13         | 0          | CI+CI-C         | 0+1             | 0               | -                  | -                  | -                  | SC          | 1           | 0           | 15     | 0      |
| Totale Lecce    | Totale Lecce    | Totale Lecce    | 55+3       | 0          |                 | 6               | 0               |                    | -                  | -                  |             | 1           | 0           | 65     | 0      |
| ago. 2018-2019  | Cosenza         | B               | 32         | 0          | CI              | 0               | 0               | -                  | -                  | -                  | -           | -           | -           | 32     | 0      |
| 2019-2020       | Cosenza         | B               | 30         | 0          | CI              | 1               | 0               | -                  | -                  | -                  | -           | -           | -           | 31     | 0      |
| 2020-2021       | Cosenza         | B               | 35         | 0          | CI              | 1               | 0               | -                  | -                  | -                  | -           | -           | -           | 36     | 0      |
| Totale Cosenza  | Totale Cosenza  | Totale Cosenza  | 97         | 0          |                 | 2               | 0               |                    | -                  | -                  |             | -           | -           | 99     | 0      |
| nov. 2021-2022  | Fidelis Andria  | C               | 11         | 0          | CI-C            | 1               | 0               | -                  | -                  | -                  | -           | -           | -           | 12     | 0      |
| 2022-2023       | Potenza         | C               | 13         | 0          | CI-C            | 0               | 0               | -                  | -                  | -                  | -           | -           | -           | 13     | 0      |
| feb.-giu. 2024  | Casarano        | D               | 11+1       | 3          | CI-D            | 0               | 0               | -                  | -                  | -                  | -           | -           | -           | 12     | 3      |
| Totale carriera | Totale carriera | Totale carriera | 379+5      | 6          |                 | 19              | 0               |                    | -                  | -                  |             | 1           | 0           | 404    | 6      |

## Palmarès

### Club

#### Competizioni nazionali
- Serie C: 1

Lecce: 2017-2018 (girone C)
- Serie D: 1

Casarano: 2024-2025 (girone H)